# سانپوکو، نیگاتا
سانپوکو، نیگاتا (به لاتین: Sanpoku) یک منطقهٔ مسکونی در ژاپن است که در Hokuriku region واقع شده‌است. سانپوکو ۶٬۹۴۲ نفر جمعیت دارد.